# Catuvolc
Catuvolc (llatí Catuvolcus) fou un rei dels eburons, poble que vivia entre el Mosa i el Rin, unit a Ambíorix, l'altre rei, en una rebel·lió contra els romans el 54 aC. Quan Juli Cèsar va entrar al territori dels eburons el 53 aC i el va devastar, Catuvolc, que era ja vell, i no podent dirigir la guerra adequadament, es va enverinar i va llençar malediccions contra Ambíorix.